# فيليب بيرين
فيليب بيرين (بالفرنسية: Philippe Perrin)‏ (و. 1963 – م) هو رائد فضاء، وطيار، وطيار مقاتل من فرنسا . ولد في مكناس .

## ريادة الفضاء
شارك في المهمات الفضائية:
- STS-111.

## التعليم
تعلم في المدرسة المتعددة التكنولوجية بفرنسا

## جوائز
حصل على جوائز منها:
- فارس وسام جوقة الشرف.